# Zenzontepec Chatino jezik
Zenzontepec Chatino jezik (ISO 639-3: czn; sjeverni čatino), jezik sjevernih Čatino Indijanaca iz jugoistočne Oaxace. Jedna su od najkonzervativnijih Čatino skupina. Govori ga oko 8 000 ljudi u općinama Santa Cruz Zenzontepec i San Jacinto Tlacotepec u distriktu Juquila; 2 000 momolingualnih.
Sjevernočatinski je jedan od šest chatinskih jezika koji se dalje klasificiraju porodici zapotec

## Vanjske poveznice
- Ethnologue (14th)
- Ethnologue (15th)